# يوسف وإخوته
يوسف وإخوته (بالألمانية: Joseph und seine Brüder) رواية من أربعة أجزاء من تأليف الروائي الألماني توماس مان، كتب مان الرواية خلال فترة زمنية بلغت 16 عاماً من عام 1926 حتى العام 1942، ونشرت الرواية للمرة الأولى في الفترة من عام 1933 حتى 1948. قسم مان الرواية بكاملها إلى أربعة عشر جزءاً. تدور أحداث الرواية في القرن الرابع عشر قبل الميلاد في مصر الفرعونية تحديداً في فترة حكم أخناتون، وتتمحور الرواية حول قصة يوسف استسقاها مان في كتابة الرواية من سفر التكوين من الفصل 27 حتى الفصل 50، في 80 صفحة من أصل 1207 يصور فيها مان خيانة زليخة لزوجها بوتيفار بمحاولتها إغواء يوسف. في 1930 سافر مان إلى مصر وزار الأماكن التي تحدث فيها الرواية، بحثاً عن الإلهام لإكمال الرواية. وفي عام 1936 أوقف نشر الرواية بسبب مواقف مان من النازية وسحبت منه جنسيته الألمانية فهاجر إلى السويد حيث نشر روايته من هناك. كان أساس كتابة مان لهذه الرواية طلب رسام من ميونخ لمان بكتابة مقدمة لرسوم متعلقة بالنبي يوسف.
نشر توماس مان عناوين أجزاء الروايات الأربعة كالآتي:
- حكايات يوسف «Die Geschichten Jaakobs» (كتبت من ديسمبر 1926 حتى أكتوبر 1930، الفصل 27 حتى 30 من سفر التكوين).
- يوسف يافعاً «Der junge Joseph» (كتبت من يناير 1931 حتى يونيو 1932، الفصل 37 من سفر التكوين).
- يوسف في مصر «Joseph in Ägypten» (كتبت من يوليو 1932 حتى 23 أغسس 1936، الفصل 38 حتى 40 من سفر التكوين).

يوسف المعيل «Joseph der Ernährer» (كتبت من 10 أغسطس 1940 إلى 4 يناير 1943، الفصل 41 حتى 50 من سفر التكوين).

## نبذة عن الرواية
تستند الرواية إلى قصة النبي يوسف كما وردت في الكتاب المقدس العبري وسفر التكوين، مع إعادة تأويل سردية وفلسفية موسعة، حيث يغوص توماس مان في الأبعاد النفسية والدينية والرمزية للشخصيات والأحداث.
- يوسف: يُصوّر بوصفه رمزًا للبراءة والدهاء معًا، والإنسانية المتجددة.
- الآباء الأوائل: يعيد مان سرد قصص يعقوب، إسحق، وإبراهيم بنظرة عقلانية فلسفية تربط بين الأسطورة والتاريخ.
- الحدث المحوري: قصة يوسف مع إخوته، بيعه في مصر، صعوده إلى مكانة عالية في البلاط المصري، ثم لقاؤه بإخوته الذين خانوه.

## الشخصيات
رواية "يوسف وإخوته" لتوماس مان تتضمن مجموعة من الشخصيات الأساسية التي تلعب أدوارًا محورية في تطور السرد وبناء الموضوعات الفلسفية والدينية للرواية. في مقدمتها يوسف، الشخصية المحورية، وهو ابن يعقوب المفضل، الذي يتميز بجماله وحكمته، ويجسد رمز البراءة والنقاء والصبر. يواجه يوسف العديد من المحن بدءًا من بيعه كعبد، مرورًا بالسجن، وصولًا إلى منصب مستشار ملكي في مصر، حيث يصبح نموذجًا للإنسان الذي يتغلب على الصراعات الداخلية والخارجية ويحقق العدالة والمصالحة. يعقوب، والد يوسف ورب الأسرة، هو شخصية معقدة تجمع بين الحكمة والدهاء، ويعكس رحلة الإنسان في البحث عن الإيمان والتحول الروحي، كما يمثل التأسيس الروحي والجدل بين القدر والحرية.
تلعب إخوته الاثني عشر دورًا مهمًا في الرواية، حيث يعانون من الحسد تجاه يوسف، ويمثلون قوى الغيرة والصراع الأخوي الداخلي، ويشكلون المحرك الأساسي للأحداث التي تؤدي إلى بيع يوسف، لكنهم في النهاية يظهرون نموذجًا للتوبة والمصالحة. زوجتا يعقوب، راحيل وليا، تمثلان العلاقات العائلية المعقدة التي تتسم بالحب والغيرة والتنافس، ويشكلان جزءًا من بناء الأسرة المتسعة والمتفرعة.
في مصر، يظهر فرعون كشخصية رمزية تمثل السلطة السياسية العليا، ويبرز دوره في إظهار الحاجة إلى الحكمة والحنكة في الحكم، ويتجلى ذلك في تعيين يوسف مستشارًا له. زوجة فوطيفار، التي تتهم يوسف زورًا، تجسد اختبار الفساد والفتنة، وتبرز الجانب المظلم في العلاقات الإنسانية، بينما فوطيفار نفسه هو شخصية وسيطة تظهر في تفاصيل حياة يوسف في بداية وجوده بمصر. تظهر شخصية يوسف أيضًا في طفولته لتجسد صفاء البراءة وأساسيات الشخصية التي تتطور لاحقًا. بالإضافة إلى ذلك، تضم الرواية شخصيات ثانوية تمثل القبائل الإسرائيلية القديمة، والحكام المصريين، وشعب مصر، لتشكل البيئة الاجتماعية والتاريخية التي تدور فيها أحداث الرواية.

## الاجزاء الاربعة للرواية
- القصص الأربع الأولى (Die Geschichten Jaakobs) – نُشرت عام 1933
- الشاب يوسف (Der junge Joseph) – نُشرت عام 1934
- يوسف في مصر (Joseph in Ägypten) – نُشرت عام 1936

- يوسف المزوّد (Joseph der Ernährer) – نُشرت عام 1943

## اسلوب الكتابة
كتب توماس مان بأسلوب معقد، يتراوح بين السرد الحكائي الكلاسيكي والتأملات الفلسفية العميقة، مع استحضار الأساطير البابلية والسومرية، والمقارنات بالميثولوجيات القديمة، مبرزًا رؤيته للديانة التوحيدية بوصفها تطورًا ثقافيًا كبيرًا

## الرمزية في الرواية
- في رواية "يوسف وإخوته"، لا يكتفي توماس مان بسرد القصة التوراتية التقليدية، بل يعيد تفسيرها كرحلة وجودية عميقة تعكس صراع الإنسان مع ذاته ومع العالم من حوله. ويربط مان بين نشأة التوحيد في الشرق القديم وتطور الوعي الإنساني نحو الإيمان بالوحدة الكونية، معتبراً هذا التحول نقطة محورية في تاريخ الفكر الديني. كما يطرح الحوار بين الإنسان والله ضمن مسار الشخصيات، مقدمًا إياه كحوار بين العقل البشري والغاية الكونية، ما يعكس التوتر بين الحرية الفردية والإرادة الإلهية. إلى جانب ذلك، يدمج مان بين مفهوم الزمن الخطي، الذي يشير إلى التقدم والتطور، والزمن الدوري الذي يعني التكرار والتجدد، ليقدم رؤية فلسفية للتاريخ على أنه عملية إعادة خلق مستمرة ومتجددة.

## وصلات خارجية
- يوسف وإخوته على موقع الموسوعة البريطانية (الإنجليزية)

| - يوسف وإخوته، على كتب جوجل. - يوسف وإخوته، على الفهرس العالمي. - يوسف وإخوته، على موقع أمازون. | - يوسف وإخوته، على مكتبة جامعة هارفارد. - يوسف وإخوته، على جود ريدز. - يوسف وإخوته، على مكتبة جامعة ميشيغان. |